# Nueva Zelanda en los Juegos Olímpicos de París 2024
Nueva Zelanda estuvo representada en los Juegos Olímpicos de París 2024 por un total de 195 deportistas que compitieron en 22 deportes. Responsable del equipo olímpico es el Comité Olímpico de Nueva Zelanda, así como las federaciones deportivas nacionales de cada deporte con participación.
Los portadores de la bandera en la ceremonia de apertura fueron el ciclista Aaron Gate y la regatista Joanna Aleh.

## Medallistas
El equipo olímpico de Nueva Zelanda obtuvo las siguientes medallas:
| Nombre                                                       | Deporte               | Competición                |
| ------------------------------------------------------------ | --------------------- | -------------------------- |
| Oro                                                          |                       |                            |
| Hamish Kerr                                                  | Atletismo             | Salto de altura M          |
| Ellesse Andrews                                              | Ciclismo en pista     | Velocidad individual F     |
| Ellesse Andrews                                              | Ciclismo en pista     | Keirin F                   |
| Lydia Ko                                                     | Golf                  | Individual F               |
| Lisa Carrington                                              | Piragüismo            | K1 500 m F                 |
| Lisa Carrington Alicia Hoskin                                | Piragüismo            | K2 500 m F                 |
| Lisa Carrington Alicia Hoskin Olivia Brett Tara Vaughan      | Piragüismo            | K4 500 m F                 |
| Finn Butcher                                                 | Piragüismo en eslalon | K1 cross M                 |
| Brooke Francis Lucy Spoors                                   | Remo                  | Doble scull (W2X) F        |
| Equipo                                                       | Rugby 7               | Torneo F                   |
| Plata                                                        |                       |                            |
| Maddison-Lee Wesche                                          | Atletismo             | Peso F                     |
| Rebecca Petch Shaane Fulton Ellesse Andrews                  | Ciclismo en pista     | Velocidad por equipos F    |
| Ally Wollaston Bryony Botha Emily Shearman Nicole Shields    | Ciclismo en pista     | Persecución por equipos F  |
| Matthew MacDonald Oliver Maclean Thomas Murray Logan Ullrich | Remo                  | Cuatro sin timonel (M4-) M |
| Emma Twigg                                                   | Remo                  | Scull individual (W1X) F   |
| Hayden Wilde                                                 | Triatlón              | Individual M               |
| Isaac McHardie William McKenzie                              | Vela                  | 49er M                     |
| Bronce                                                       |                       |                            |
| Ally Wollaston                                               | Ciclismo en pista     | Ómnium F                   |
| Jackie Gowler Davina Waddy Kerri Williams Phoebe Spoors      | Remo                  | Cuatro sin timonel (W4-) F |
| Micah Wilkinson Erica Dawson                                 | Vela                  | Nacra 17                   |